# Glossomaera octodens
Glossomaera octodens is een vlokreeftensoort uit de familie van de Maeridae. De wetenschappelijke naam van de soort is voor het eerst geldig gepubliceerd in 1968 door Sivaprakasam.